# Kumpoo
Kumpoo (jap. 薫風 Kunpū; dosł. letni wietrzyk) - Japan Kumpoo Sports Co., Ltd. – japoński producent sprzętu do badmintona.
Adres firmy: 7-8-15-104 Motonakayama Funabashi-City, Chiba, Japan

Założona: Maj, 2001

Kapitał zakładowy: 60 milionów JPY

Dyrektor Rady Nadzorczej: Yuji Omori

Prezes: Mitsuru Sato

Siedziba: Manufacturing and Sales of Sports/Badminton Equipment, Shaoxing Kumpoo Sports and Aparrel Co., Ltd
Firma Kumpoo specjalizuje się w produkcji profesjonalnego sprzętu do badmintona. W produkcji stosuje  nowatorskie, zastrzeżone przez firmę technologie produkcji sprzętu. W roku 2009 opatentowała technologię Nano, która umożliwiła wyprodukowanie bardzo lekkich i trwałych rakiet do badmintona. 
W 2012 wprowadzone zostały na rynek lotki do badmintona serii Challenge. Zastrzeżona technologia produkcji zapewnia do 92% jakości piór w klasie A.
Firma Kumpoo zajmuje się również produkcją sprzętu do badmintona, jak torby na rakiety, odzież sportowa, buty do sportów halowych jak badminton i squash.

## Gracze sponsorowani przez Kumpoo
Tajlandia
- Songphon Anugritiyawon
- Kunchala Voravichitchaikul
- Sudket Prapakamol
- Salaree Toungthongkum
- Duanganong Aroonkesorn
- Sudket & Salaree
- Songphon & Kunchala
- Kunchala & Duanganong

Makau
- Zhang Zhibo
- Wang Rong

Polska
- Przemysław Wacha
- Mateusz Dynak

Uwaga: Powyższa lista zawiera sportowców sponsorowanych obecnie i dawniej.